# ヒースロー・ターミナルズ2,3駅

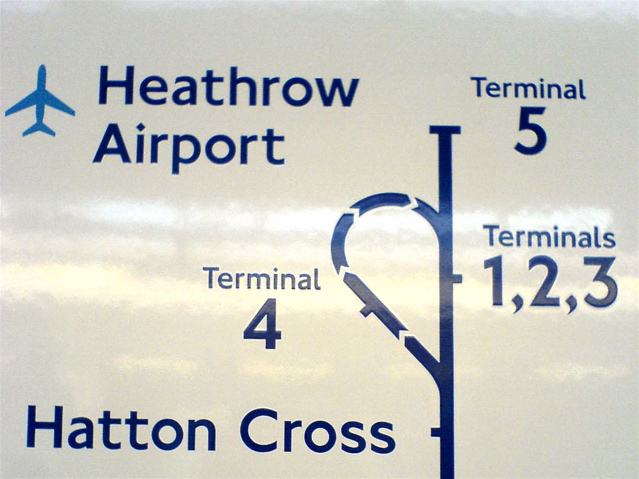
ヒースロー駅付近のピカデリー線路線図。ハットン・クロス～2,3駅～5駅の複線と、ハットン・クロス→4駅→2,3駅の単線ループ線からなる。

ヒースロー・ターミナルズ2、3駅(ヒースロー・ターミナルズ2,3えき、英語:Heathrow Terminals 2, 3 station) は、ロンドン・ヒースロー空港内にあるロンドン地下鉄の駅である。空港ターミナル1～3用のアクセス駅。
ピカデリー線のヒースロー支線の列車が発着する。この駅はトラベルカード・ゾーン6にある。

## 概要
ヒースロー空港のターミナル2・3(1は現在欠番)のアクセス駅である。ターミナル4およびターミナル5にはそれぞれ別の駅（ターミナル4駅およびターミナル5駅）が連絡している。
空港付近のピカデリー線の線路は、ロンドン都心方面から東隣のハットン・クロス駅を経由して東側からこの駅を経由してターミナル5駅に至る線路と、ハットン・クロス駅で西方向（空港方面）行きの線路のみで南に分岐してターミナル4駅を経由し、西側からこの駅に至り上記の線路につながる一方通行のループ線からなる。都心部からのピカデリー線の列車は、ハットン・クロス駅からループ線に入ってターミナル4駅を経由し、そのままロンドン都心部に向かう列車（行先表示は「Heathrow Terminal 4&23」、ハットン・クロス駅発車後、ターミナル4駅到着前までに行先表示が北行の行先に変更される）と、ハットン・クロス駅からこの駅を経由してターミナル5駅で折り返して都心方面へ向かう（行先表示は「Heathrow Terminal 23&5」、ターミナル5駅での折り返し時に北行の行先に変更される）経路の２つがある。
1番線にはすべての方向の発着に対応しているが、2番線は東方向からの発着のみに対応する。
ヒースロー・エクスプレスがヒースロー・セントラル駅（当駅に隣接する、同列車のターミナル2～3へのアクセス駅）～ヒースロー・ターミナル4駅間を無料で利用できるのに対し、ピカデリー線はターミナル間の無料利用を行っておらず、ピカデリー線でターミナル4駅からこの駅に移動するの場合には切符を買わねばならない。また逆向きに直接向かうピカデリー線列車の運行はない。ターミナル間を乗り継ぐ飛行機利用者は、無料でヒースロー・エクスプレスもしくは専用シャトルバスを利用できる。
当駅の東側にはシーサス・クロッシングを有する。当駅にはホームから改札階までの2台、逆向きの2台、および改札階から地上までの2台の、計6台のエスカレーターがある。改札階とホームの間のフロアは駅員の宿泊施設およびその他設備がある。

## 歴史

### 開業
この駅は1977年12月16日に「ヒースロー・セントラル (Heathrow Central) 駅」として、ハンスロー・ウェスト駅から空港までのピカデリー線延伸計画の最終段階において開業した（ひとつ前のハットン・クロス駅は1975年に一時的な終点として開業していた）。開業により、この駅はピカデリー線ヒースロー支線（かつてはハンスロー支線の名であった）の終点として運行されるようになった。
空港にロンドン地下鉄路線が直接乗り入れたのはこれが最初である。

### ターミナル4開業に伴う新たな延伸と改称
その後、空港に新たに第4ターミナルが建設されることになったが、ターミナル4にはこの駅とは別にピカデリー線の駅が設置されることになった。これに伴い、1983年9月3日にこの駅は「ヒースロー・セントラル・ターミナルズ1、2、3 (Heathrow Central Terminals 1, 2, 3) 駅」と改称された。
さらにその後1986年4月12日、ヒースロー・ターミナル4駅への運行が始まったのと同日に、現在の駅名に再改称された。
ターミナル4駅を通る線路は、この駅の東隣のハットン・クロス駅で既存の線路から分岐しターミナル4駅を経由してこの駅の西側に至る単線一方通行のループ線に位置している。ターミナル4駅の開業により、ハットン・クロス駅からのピカデリー線の列車運行はターミナル4を経由してこの駅に至り、そのままロンドン都心部に向かうという経路を取るようになった。しかし早朝の一部の列車は直接ヒースロー・ターミナルズ2、3駅に行く。

### ターミナル5開業に伴う新たな延伸
新たなヒースロー・ターミナル5駅へのトンネルの建設のため、ループ線およびターミナル4駅は2005年1月7日に一時営業を休止し、ピカデリー線の列車はハットン・クロス駅から直接ヒースロー・ターミナルズ1、2、3駅に向かい、折り返すようになった。この状況は、ターミナル5トンネルの工事が完成した、2006年9月17日まで続いた。
2008年1月13日から、ターミナル5駅は1時間あたり12本の回送列車が運行され、新しいターミナル5駅は2008年3月28日に開業した。
ヒースロー支線（ハットン・クロス駅からヒースロー分岐点までを含む）の列車の運行頻度はこれまで通りだが、ハットン・クロス駅以西では、ループ線を周回しターミナル4駅・ターミナル123駅を経由してロンドン都心部に戻る列車と、ターミナル123駅を経由してターミナル5駅で折り返す列車が、交互に運行されるようになった。

### ターミナル1閉鎖に伴う改称
ターミナル5が開業して他のターミナルから航空会社の移転が完了した後、当初は既存のターミナル2を再開発し「East Terminal（イースト・ターミナル）」に改称される予定であったが、結局取り壊したターミナル1の跡地にターミナル2を拡張する形で開発し、1を欠番にすることとなった。このため、2016年1月に、前年のターミナル1閉鎖に伴い駅名からもターミナル1が外された。

## 隣の駅
ロンドン交通局
ロンドン地下鉄
■ピカデリー線
ヒースロー支線
ヒースロー・ターミナル5駅 - ヒースロー・ターミナルズ2,3駅 - ハットン・クロス駅
ループ線（一方通行）
ヒースロー・ターミナル5駅 - ヒースロー・ターミナルズ2,3駅 - ヒースロー・ターミナル4駅

## ギャラリー

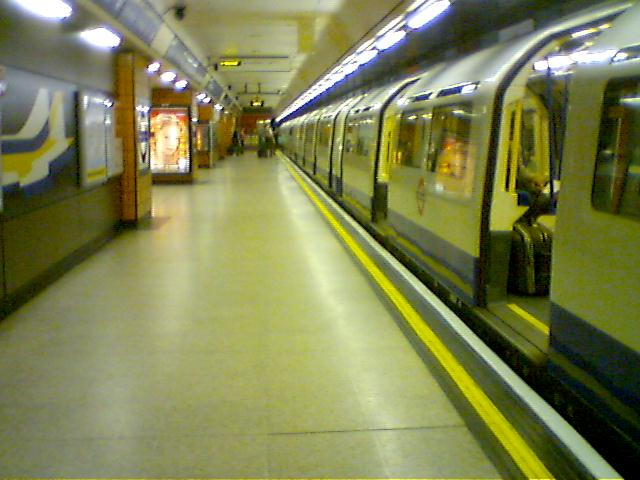
プラットホーム
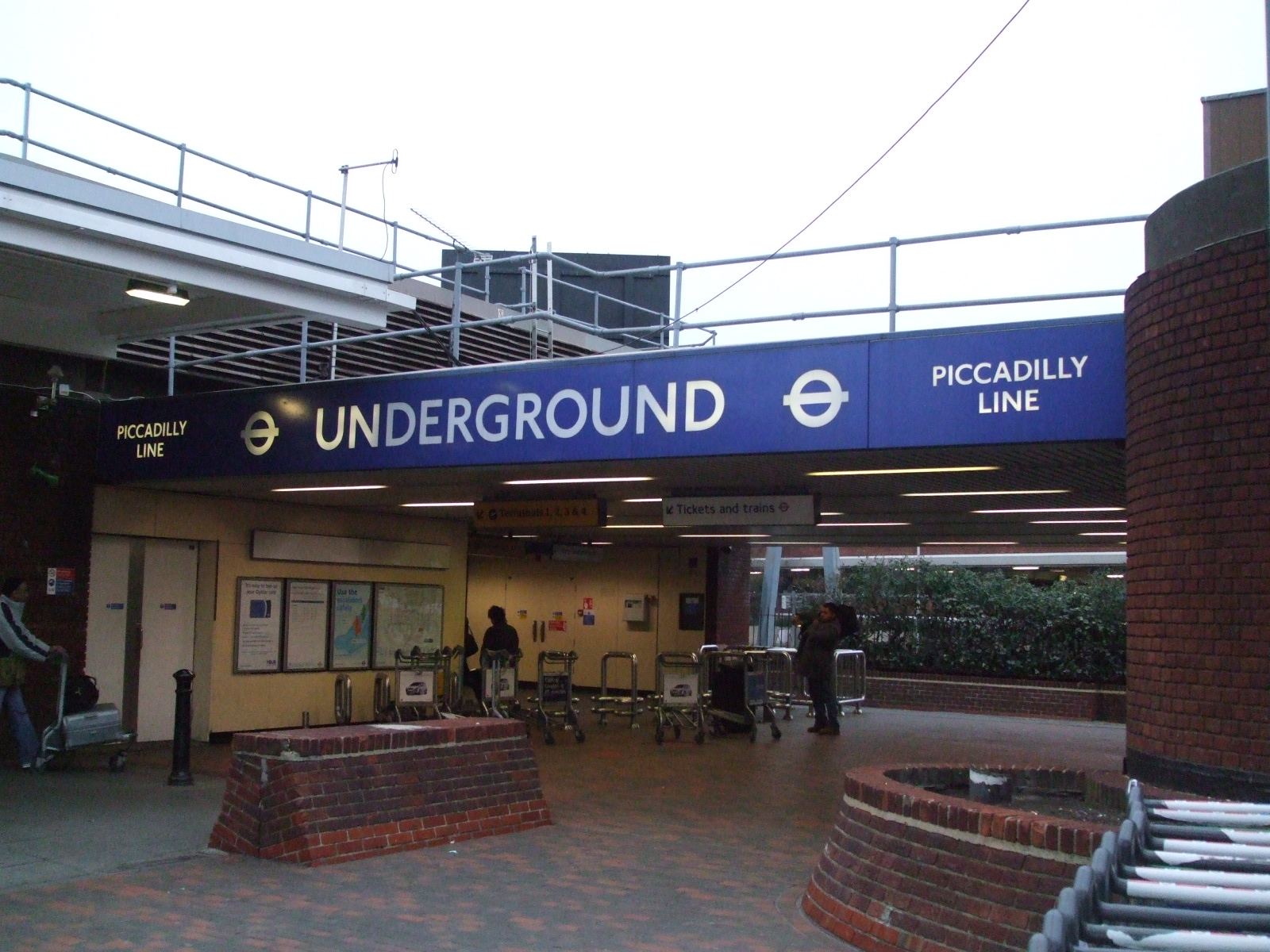
ヒースロー・バス・ターミナルに隣接する地上入口。
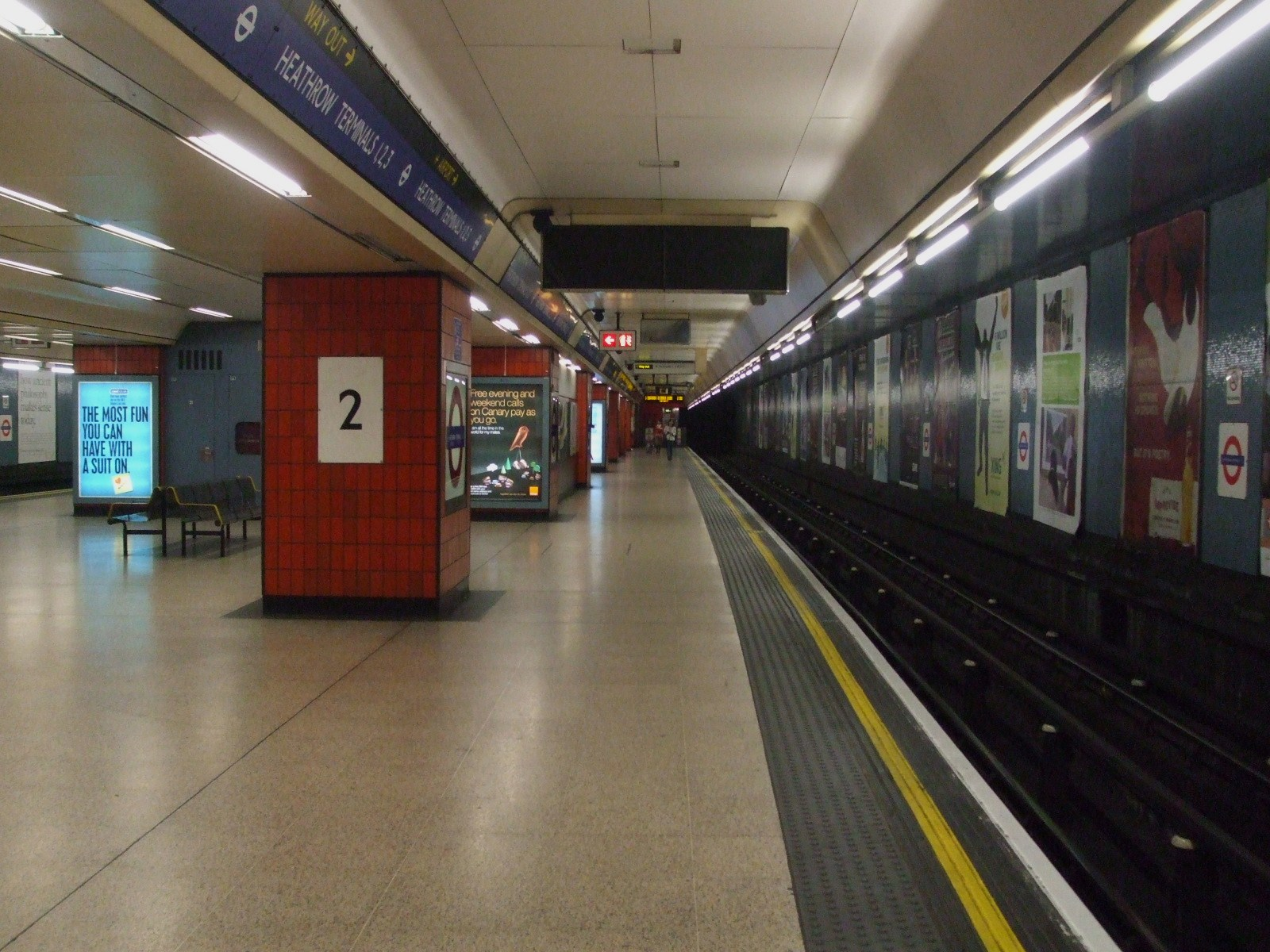
東へ向かうプラットホームを西から見る
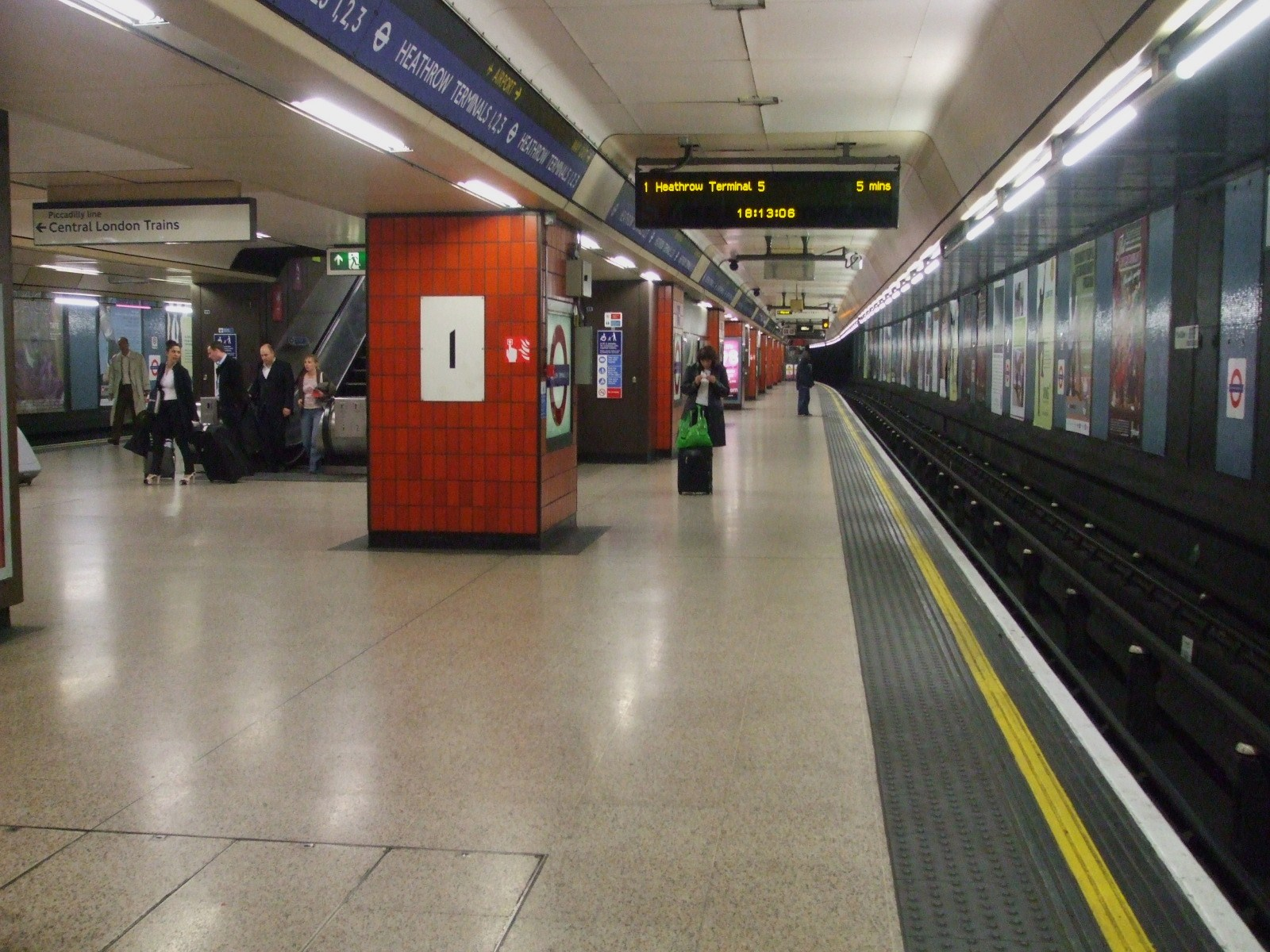
西へ向かうプラットホームを東から見る
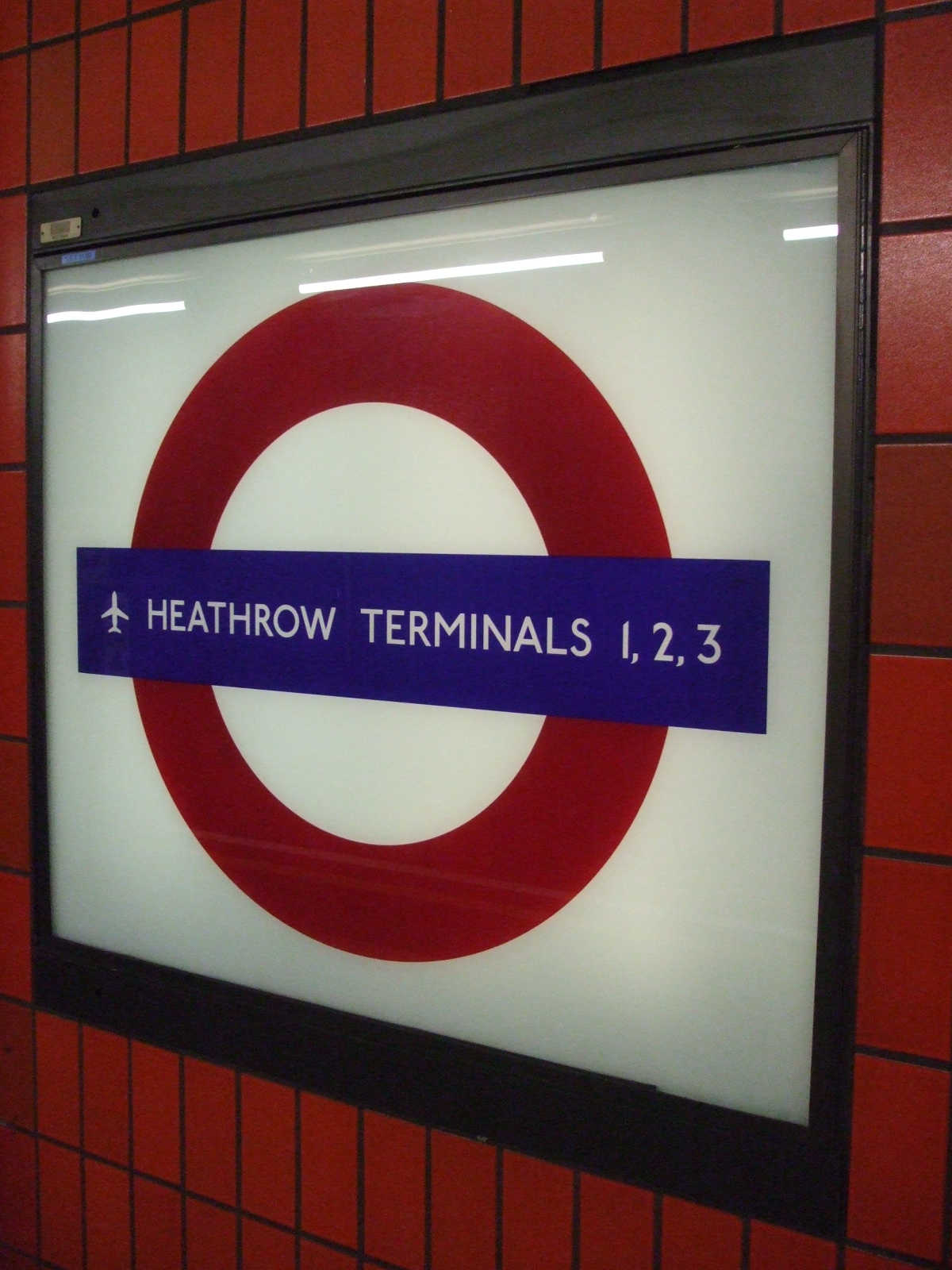
駅名版
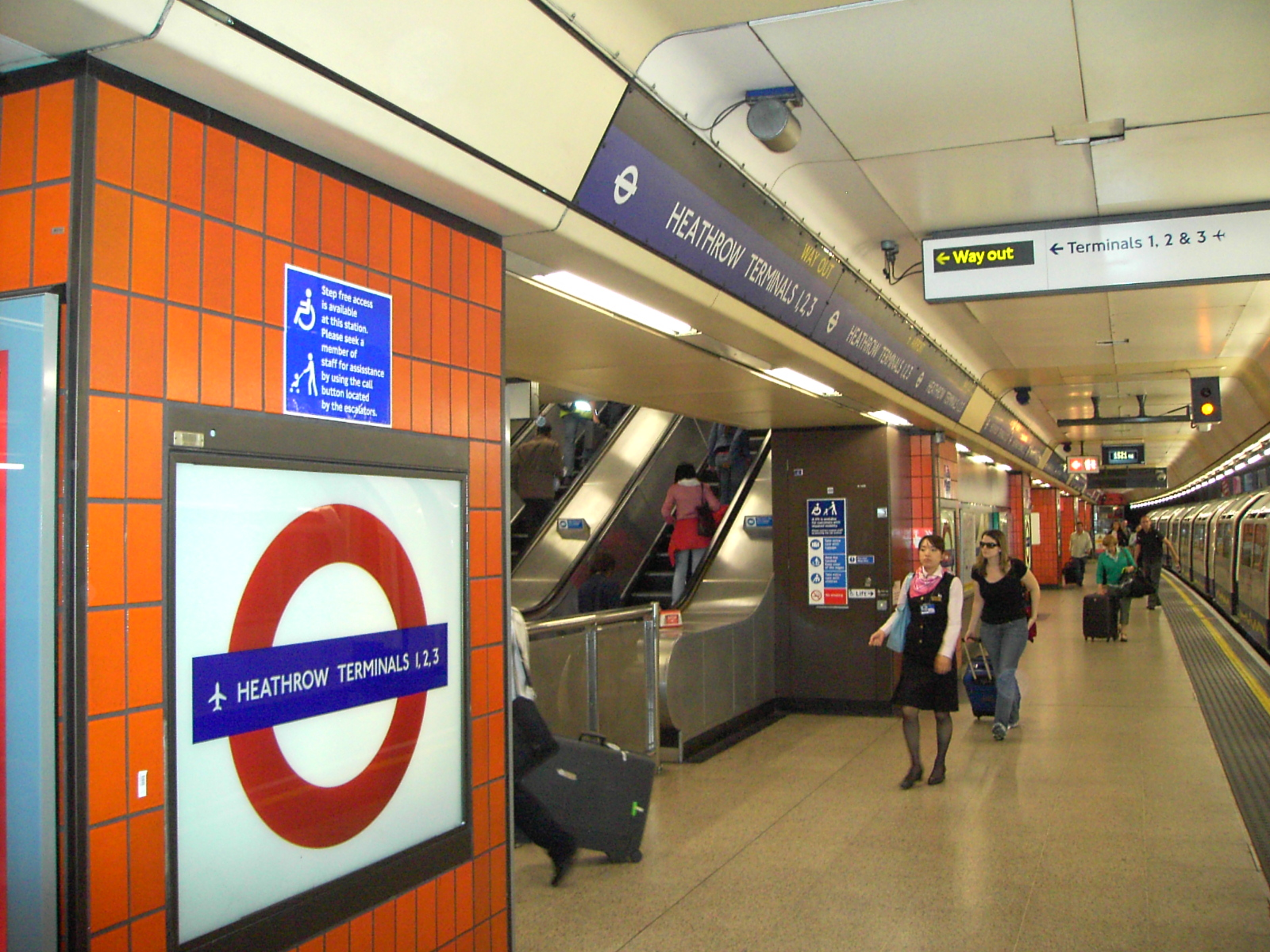
他の視点からのプラットホームと駅名版